# Boltaña
Boltaña est une commune espagnole située au nord de la province de Huesca, dans la communauté autonome d'Aragon, en Espagne. C'est la capitale administrative de la comarque de Sobrarbe.
Cette commune fait partie de la vallée de la rivière Ara et se trouve sur un versant d'une colline surmontée des ruines du château de Boltaña, du XIe siècle.

## Géographie
Boltaña se trouve sur le versant sud des montagnes Pyrénées, dans la vallée de l’Ara, un affluent de la rivière Cinca, à 643 mètres. C'est la capitale administrative du Sobrarbe, alors qu' Ainsa, qui se trouve à 8 km, est considérée comme la capitale économique. 
Les limites de la commune sont, au nord, les communes de Puértolas et de Fanlo, à l’est Labuerda et  Ainsa, au sud Ainsa et Bierge, à l’ouest Sabiñánigo et Fiscal.
Le village est situé sur la rive gauche de la rivière Ara, sur le versant sud d’une colline couronnée par un ancien château fort, aujourd’hui en ruines, quoique récemment une petite reconstruction a été entreprise. Il est divisé en deux parties: le vieux village sur les versants d'une petite colline et le nouveau village situé le long des berges de la rivière Ara et de la route nationale 240 qui le traverse.  
Boltaña a un climat exceptionnel, avec des températures qui varie entre les 3 degrés en hiver et les 25 en été. 
Une partie de la commune fait partie du Parc Naturel  de la Sierra et des Gorges de Guara.
La commune regroupe une vingtaine de petites localités ou hameaux: Moriello de Sampietro, Ascaso, Santa María, San Fertús, Seso, Silves Alto, Silves Bajo, Aguilar, Espierlo, Margudgued, Sieste, Campodarbe, San Martín, San Belián, Morcat, El Pueyo de Morcat, Matidero, Torrulluela de lo Vico, Torrolluala de la Plana, Bibán et Alastrué.
1. LES HAMEAUX PEUPLÉS

À 2 kilomètres de Boltaña, Margudgued, avec ses 96 habitants, se trouve sur la rive droite de l’Ara. C’est un très joli village qui possède un important monastère carmélite, aujourd’hui transformé en un hôtel quatre étoiles.
Un peu plus loin, sur un promontoire, au dos de Margudgued, et au sud de Boltaña, est situé Sieste, à 730 mètres d’altitude, et a 28 habitants. Ces vues panoramiques sont remarquables. On aperçoit la Vallée de l’Ara qui s’étend jusqu’à Ainsa, au fond et à l’est; au nord, le Massif du Mont Perdu et le Mont Navain au dos de Boltaña et finalement à l’est, Punta Fulsa, Punta Suelza, Cotiella et la Peña Montañesa. On parvient même à distinguer le Mont Tourbon qui appartient à la Ribagorza. Au sud de ce petit hameau, se trouve la Vallée de Sieste parcourue par une petite rivière, affluent de l’Ara, avec des mares naturelles où on peut se baigner dans des eaux chaudes et limpides. Plus au fond, on aperçoit le lieu-dit de Morcat, dépeuplé depuis longtemps, qui est situé à 1 000 mètres.
Au nord de Boltaña, perché sur un monticule, à 1 000 mètres, protégé et point du départ pour la montée au Mont Navaín (1.796 mètres), Ascaso n’a que trois habitants. Cependant, dans les années 50, il en comptait 43. Sur sa place, on peut voir, sur une façade, un cadran solaire très ancien mais bien conservé.
Au nord de Boltaña, perché sur un monticule, à 1 000 mètres, protégé et point du départ pour la montée au Mont Navaín (1.796 mètres), Ascaso n’a que trois habitants. Cependant, dans les années 50, il en comptait 43. Sur sa place, on peut voir, sur une façade, un cadran solaire très ancien mais bien conservé.
Ce village est devenu célèbre grâce à son “Festival de Cinéma le plus petit du monde”.
El Pueyo de Morcat, plus haut, à 1.067 mètres, où il ne reste que cinq personnes, possède un ensemble urbain qui conserve des éléments traditionnels comme les arcs des portes principales sculptées, ou les cheminées tronconiques du Haut Aragon, ou une ancienne fontaine voûtée.
Aguilar est un autre hameau, à 1.000 mètres, peuplé par six jeunes arrivés d’une grande ville.
Morillo de Sampietro (nommé aussi “Muriello”) a aujourd’hui deux habitants récemment installés.
1. LES HAMEAUX DÉPEUPLÉS

Il reste des petits villages ou des hameaux, actuellement dépeuplés depuis longtemps, tels qu’ Alastrué, Bibán (1.134 mètres), Campodarbe, Espierlo (890 mètres), Matidero, San Belián (1.220 mètres), San Fertús, San Martín, Santa María, Seso, Silves Alto y Silves Bajo, Torruéllola de la Plana y Torrolluala de l’Obico. 

## Histoire
À l’époque romaine, la cité est la capitale de la région appelée Boletania, d’où provient certainement son nom actuel. Le premier habitat se trouvait entre l’actuel château de Boltaña et la rivière Ara et s’appelait Municipium Boletanum. Le château, édifié selon la tradition locale par les Arabes, entra en possession de Sanche III de Navarre qui en confia la garde successivement à Sancho Galindez, Jimeno Garcés et Jimeno Iñiguez, pour s’opposer aux incursions musulmanes en Sobrarbe. Une partie du château fut bâtie à partir de 1017 par des maçons lombards.

## Démographie
Boltaña a été habitée depuis longtemps, avant l'arrivée des Romains. Depuis la création de la juridiction judiciaire de Boltaña, cette commune acquiert une grande importance.
L'Institut National des Statistiques conserve les données de 1857. À cette époque, Boltaña avait une population de 1356 habitants, 677 hommes et 646 femmes.
Il y a un déclin important de la population à la fin du XIXe siècle, mais c'est durant la seconde moitié du XXe siècle que le déclin de la population est le plus significatif jusqu'à ce qu'il atteint un minimum de 777 habitants en 1991.
Le premier janvier 2017, la population est de 941 habitants. On observe une forte augmentation de la population entre 1940 et 1950 probablement à cause de la nouvelle organisation administrative municipale qui regroupe des communes comme Sieste, La Valle, Morcat, etc.
Graphique de l'évolution démographique de Boltaña entre 1842 et 2014
Population réelle (1900-1991) selon les recensements de l' INE (Institut National Espagnol).  
Población de derecho (2001 en adelante) según el padrón municipal, datos del INE

## Lieux et monuments
- Château de Boltaña.
- Collégiale San Pedro, église paroissiale, romane (XIIe siècle), modifiée au XVIe siècle.
- Pont roman sur l'Ara.
- Monastère royal de San Victorian.
- Monasterio del Carmen, monastère reconverti dans l'hôtellerie balnéaire.
- Bibliothèque municipale, la plus ancienne des Pyrénées aragonaises.

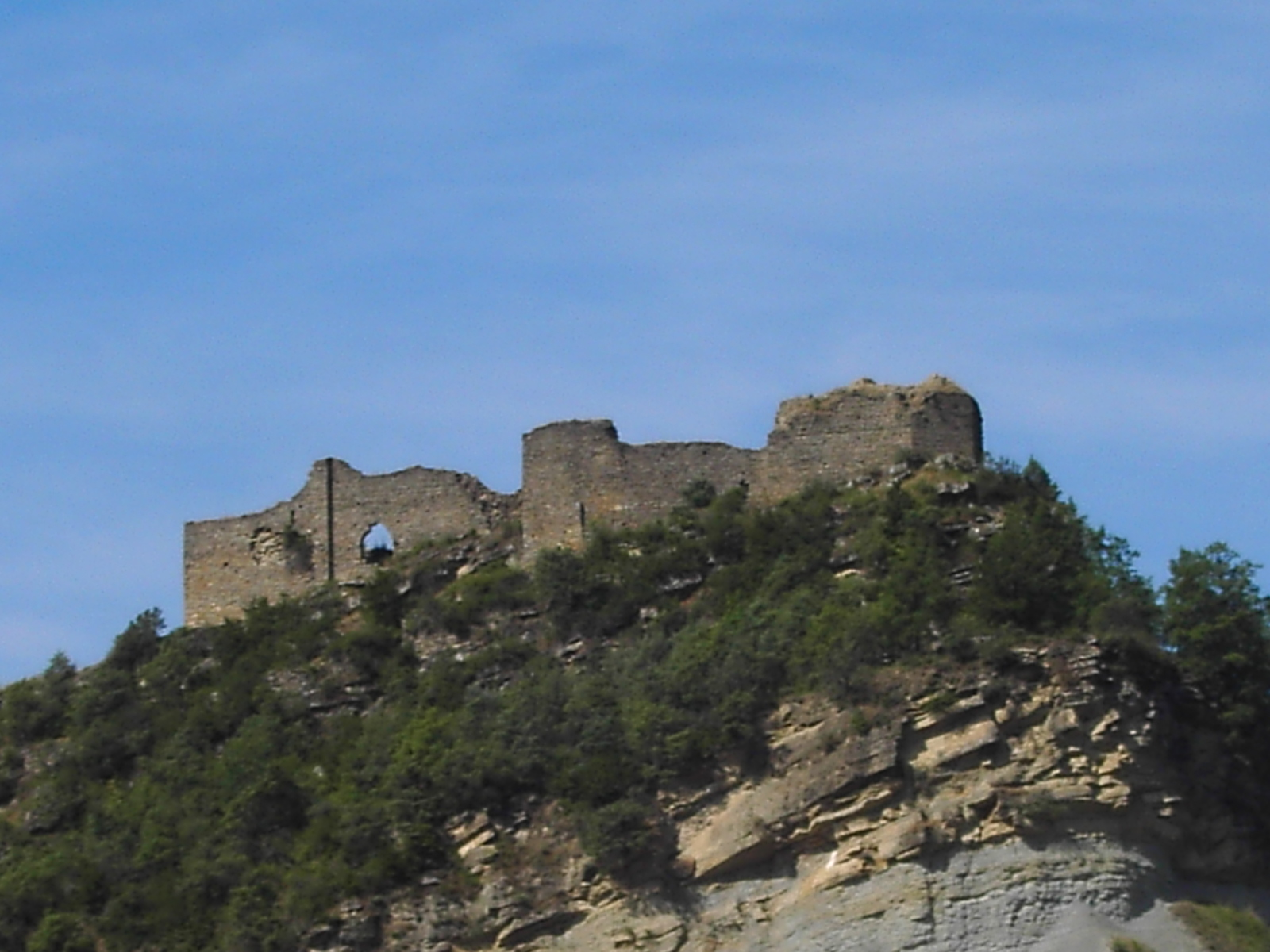
Le château de Boltaña.
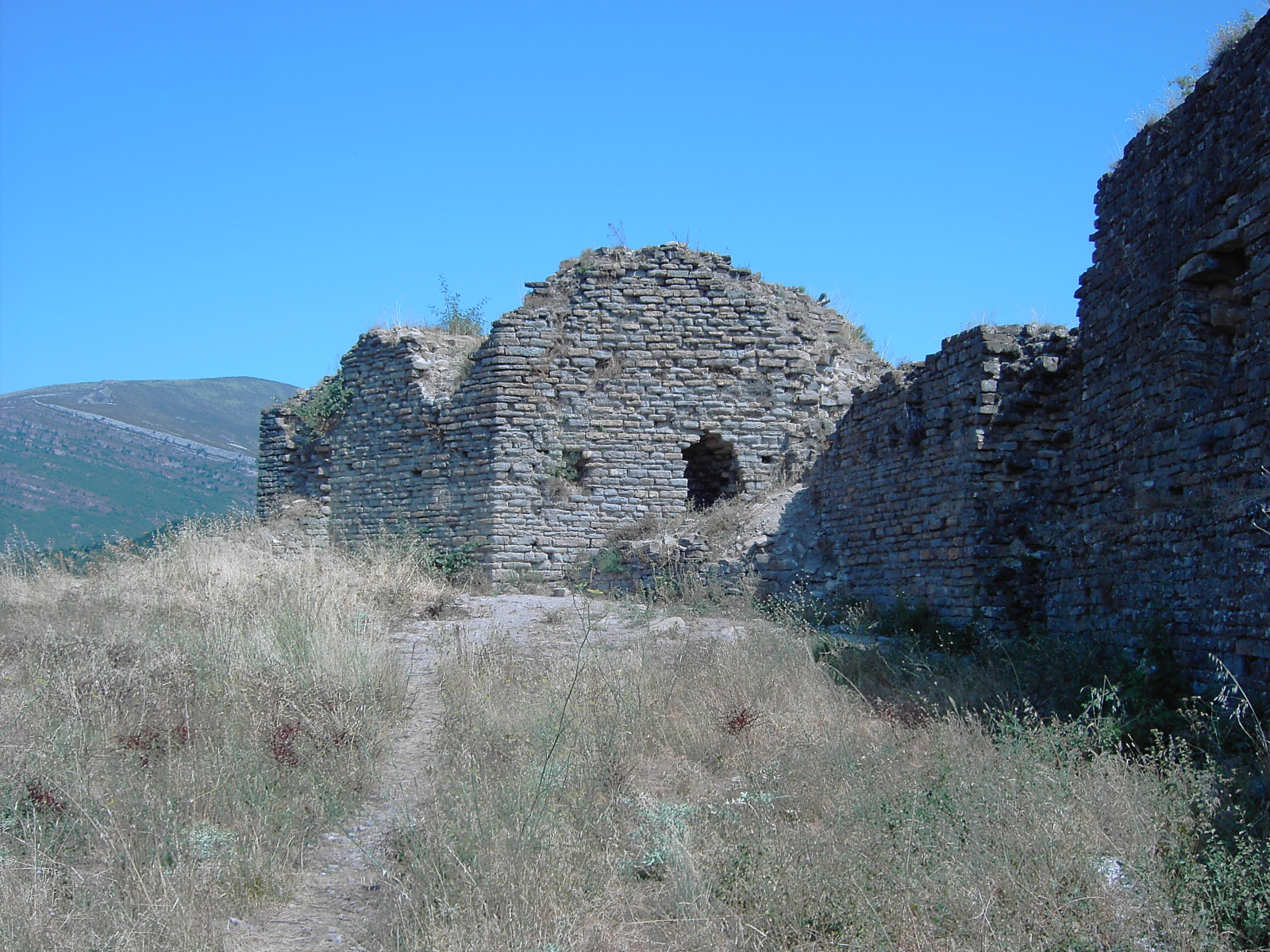
Le château, tour de l'Hommage.
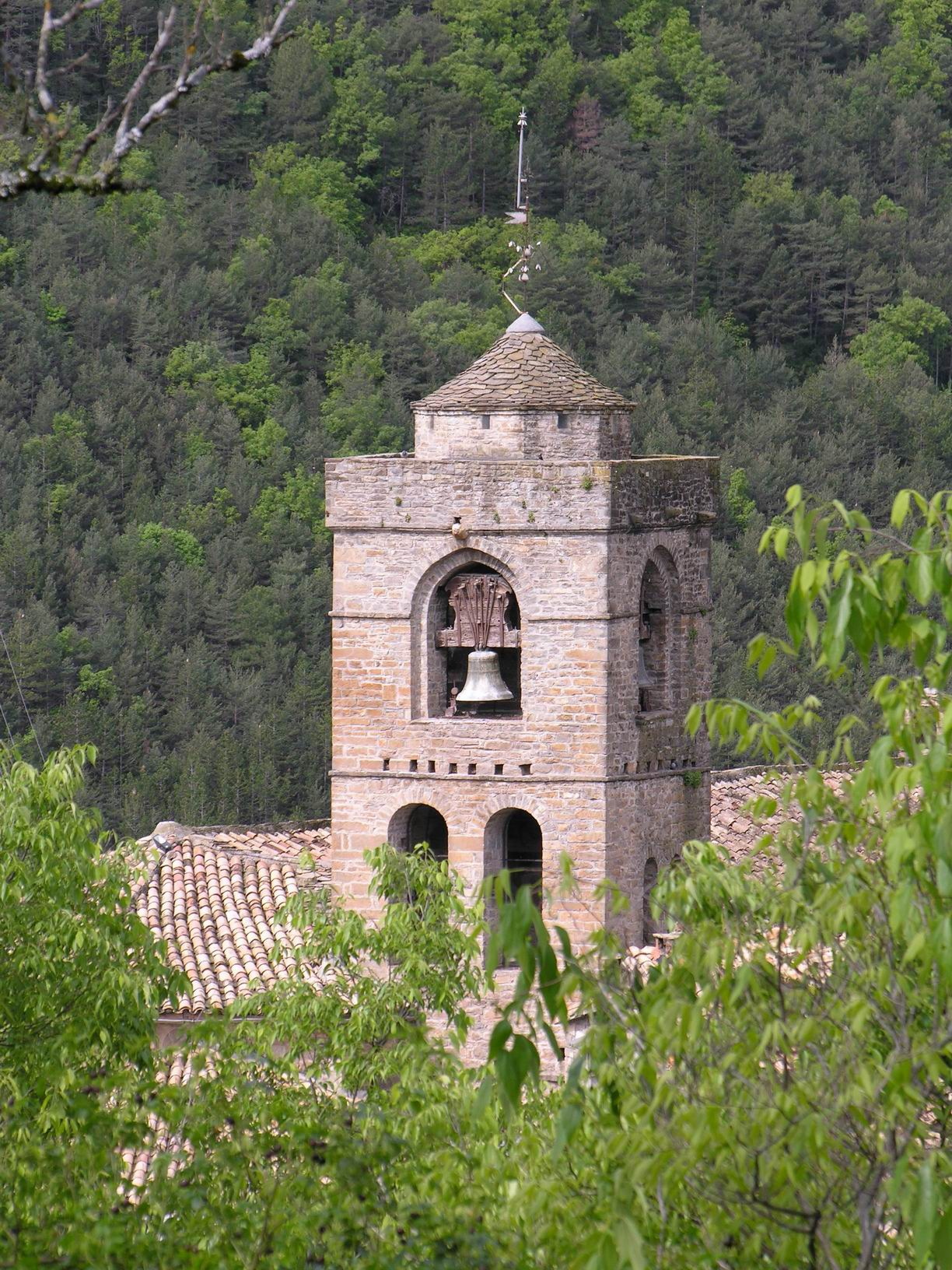
Clocher de l'église.
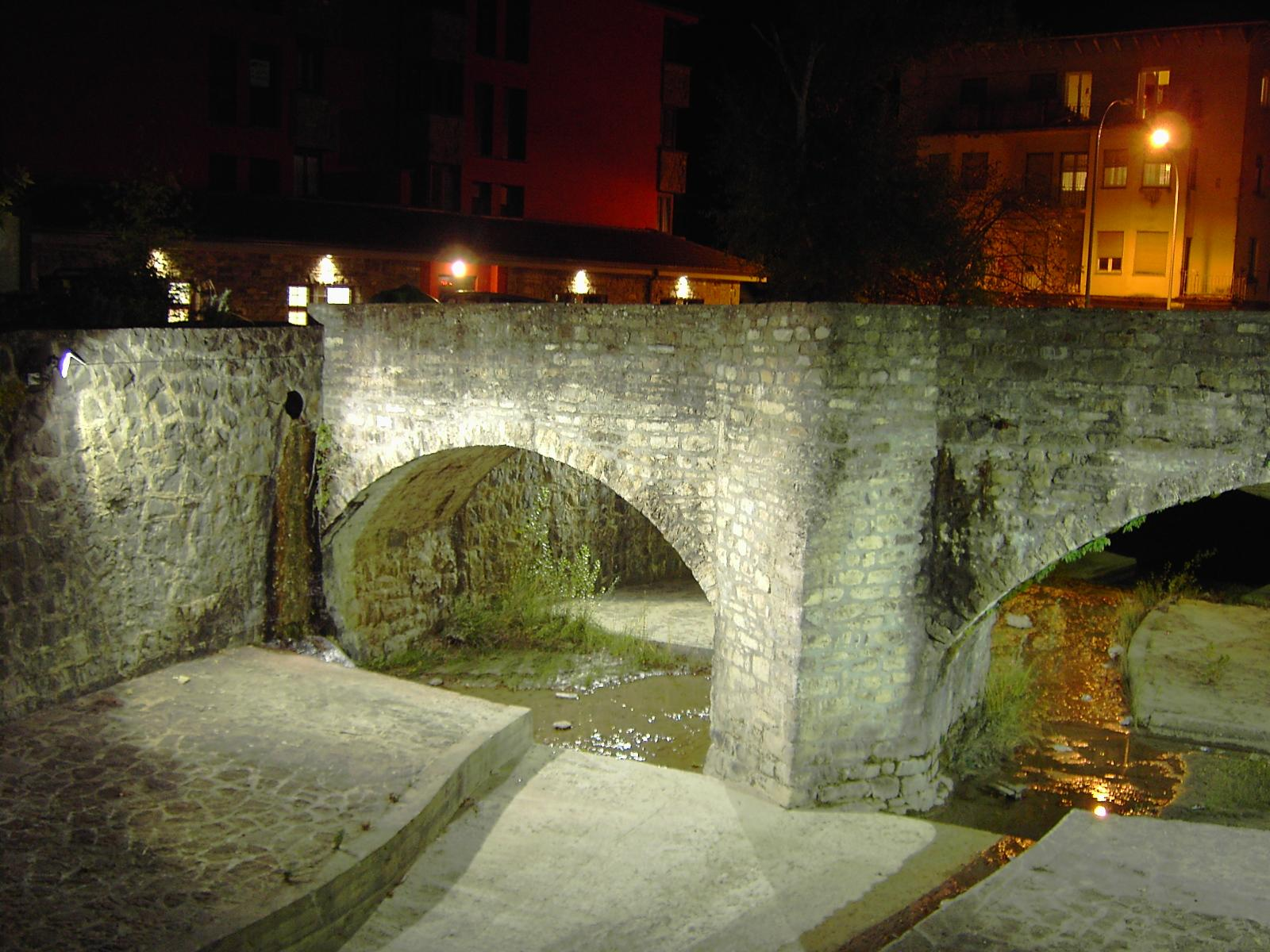
Le pont roman.
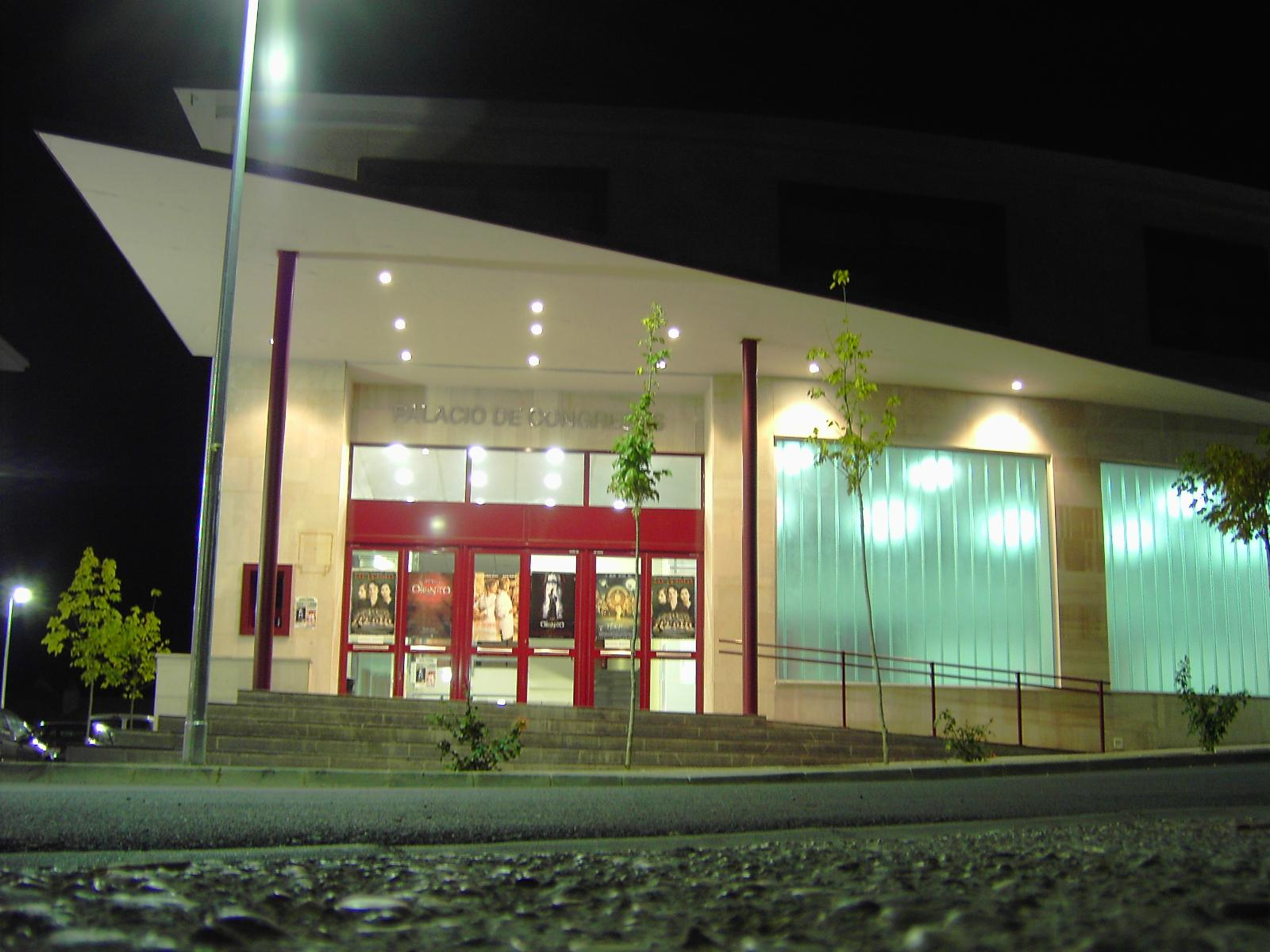
Le palais des Congrès.

## Jumelage
- Saint-Lary-Soulan (France)